# Iveco Europolis
De Iveco Europolis of Irisbus Europolis is een low floor-midi-stadsbus, geproduceerd van 1996 tot 1999 door de Italiaanse busfabrikant Cacciamali, sinds 1999 tot 2002 door de Italiaanse busfabrikant Iveco en sinds 2002 tot 2005 door de Franse busfabrikant Irisbus.
De bus werd ontwikkeld door Cacciamali in samenwerking met Iveco en is de opvolger van de Cacciamali TCM890 Civibus. In 1996 tot 1999 droeg de bus de naam Cacciamali TCN 105 of Cacciamali TCN 972, afhankelijk van de lengte. In 1999 werd dit gewijzigd in Europolis.
In 2005 werd de bus opgevolgd door de Irisbus GX 127.

## Kenmerken
Sinds de introductie in 1996 werd de bus voorzien van de FIAT 8060,45 als motor. In 2001 kreeg de bus de Iveco Tector als motor. De bus werd in drie verschillende lengtes (7 meter, 9 meter en 10,5 meter) geproduceerd in zowel stedelijke als voorstedelijke versies. Daarnaast is de bus beschikbaar met twee of drie deuren.
Naast de standaard dieselvariant, bestaat er ook een cng-variant en een elektrische variant.

## Inzet
De bus wordt op grote schaal ingezet in verschillende Italiaanse steden, waaronder Rome, Cagliari en Terni. Daarnaast komt deze bus ook voor in enkele Franse steden. In Nederland komt deze bus niet voor.
| Land      | Bedrijf       | Aantal      | Serie       | Inzet        | Opmerking          |
| --------- | ------------- | ----------- | ----------- | ------------ | ------------------ |
| Frankrijk | TCL           | 5           | 3201 - 3205 | Lyon         | Elektrische bussen |
| Italië    | AMACO         | 16          | ??          | Cosenza      | Cng-bussen         |
| Italië    | AMTS          | 3           | ??          | Benevento    |                    |
| Italië    | ARPA          | 5           | ??          | Abruzzen     |                    |
| Italië    | ATAF          | 13          | 2101 - 2113 | Firenze      |                    |
| Italië    | CTM           | 12          | 201 - 212   | Cagliari     |                    |
| Italië    | ATV           | ??          | ??          | Verona       |                    |
| Italië    | GEAF          | ??          | 80, ??      | Frosinone    |                    |
| Italië    | Start Romagna | 20164-20180 | 17          | Forlì-Cesena |                    |
| Italië    | Start Romagna | 10214       | 1           | Ravenna      |                    |
| Monaco    | CAM           | 6           | 54 - 59     | Monaco       |                    |
| Spanje    | EMT Valencia  | 3           | 91??        | Valencia     | Buiten dienst      |